# 小行星31122
小行星31122（31122 Brooktaylor）是一颗绕太阳运转的小行星，为主小行星带小行星。该小行星于1997年9月21日发现。

## 轨道参数
小行星31122的轨道半长轴为2.1938904 UA，离心率为0.138。